# ليديا بوش
ليديا بوش (بالإسبانية: Lydia Boquera de Buen)‏ هي مذيعة ومقدمة تلفزيونية وصحفية وممثلة إسبانية، ولدت في 26 نوفمبر 1963 في إل بارت دي يوبريغات في إسبانيا.

## وصلات خارجية
- ليديا بوش على موقع IMDb (الإنجليزية)
- ليديا بوش على موقع ألو سيني (الفرنسية)
- ليديا بوش على موقع أول موفي (الإنجليزية)
- ليديا بوش على موقع قاعدة بيانات الفيلم (الإنجليزية)
- ليديا بوش على موقع كينوبويسك (الروسية)